# Палаючий світ
Палаючий світ (англ.: The Description of a New World, Called The Blazing-World, більш відомий як The Blazing World) — прозовий твір 1666 року англійської письменниці Маргарет Кавендіш, герцогині Ньюкасла. Феміністська критикеса Дейл Спендер називає його попередником наукової фантастики. Його також можна читати як утопічний твір.

## Розповідь
Як випливає з повної назви, Палаючий світ — це химерне зображення сатиричного, утопічного королівства в іншому світі (з різними зірками на небі), до якого можна дістатися через Північний полюс. За словами романіста Стівена Г. Проппа, це «єдиний відомий твір утопічної фантастики жінки в XVII столітті, а також приклад того, що ми зараз називаємо „протонауковою фантастикою“ — хоча це також роман, пригодницька повість і навіть автобіографія».
Палаючий світ відкривається віршем Вільяма Кавендіша, першого герцога Ньюкасла. Книга Кавендіш надихнула її чоловіка Вільяма Кавендіша, 1-го герцога Ньюкасл-апон-Тайн, на видатний сонет, у якому прославляються її творчі здібності. Після сонета пішов лист до читача, написаний самою Маргарет Кавендіш. У листі до читача Кавендіш ділить Палаючий світ на три частини. Перша частина «романтична», друга «філософська», третя «фантастична» або «фантастична».
Перший «романтичний» розділ описує молоду жінку, яку викрадають і неочікувано роблять імператрицею Палаючого світу. Другий «філософський» розділ описує знання імператриці та інтерес до природничих наук і філософії. Вона обговорює ці теми з ученими, філософами та академіками Палаючого світу. У заключному «фантастичному» розділі імператриця виступає в ролі полководиці під час навали. Вона одягається в коштовності та особливі камені, які надають їй вигляду божества. Коли імператриця тріумфує в морській битві, Палаючий світ знову описується як утопічна імперія.
Нарешті, Кавендіш закінчує «Палаючий світ» епілогом до читацтва. У цьому епілозі вона описує свої причини для написання Палаючого світу. Вона порівнює створення Палаючого світу із завоюваннями Александра Македонського та Юлія Цезаря.
Молода жінка потрапляє в цей інший світ, стає імператрицею суспільства, що складається з різних видів тварин, що розмовляють, і організовує вторгнення назад у свій світ із підводними човнами, які буксирують «люди-риби», і скидає «вогняні камені» «людей-птахів», щоб збентежити ворогів її батьківщини, Королівства Есфі.
Спочатку ця робота була опублікована як супутній твір Кавендіша «Спостереження за експериментальною філософією» і, таким чином, функціонувала як образний компонент того, що інакше було аргументованим зусиллям у науці XVII століття. Було перевидано в 1668 р.

## Жанр і зміст
Вчений Ніколь Пол з Університету Оксфорд Брукс стверджувала, що Кавендіш правильно класифікувала твір як «гермафродитний» текст. Пол вказує на протистояння Кавендіша нормам XVII століття щодо таких категорій, як наука, політика, стать та ідентичність. Пол стверджує, що її готовність поставити під сумнів концепції суспільства під час обговорення тем, які в її епоху вважалися найкращими для чоловічого розуму, дозволяє їй втекти до виняткової гендерно-нейтральної дискусії на ці теми, створюючи те, що Пол називає «справді емансипаційним поетичним простором».
Професорка Північно-східного університету Марина Леслі зазначає, що читацтво помітило, що «Палаючий світ» є відступом від звичайної чоловічої сфери утопічного письма. Хоча деякі читачі та читачки можуть інтерпретувати творчість Кавендіша як таку, що обмежена цими характеристиками жанру утопії, Леслі пропонує підходити до інтерпретації твору, пам'ятаючи Кавендіш як одну з перших, більш відвертих феміністок в історії, особливо в ранніх творах. Леслі стверджує, що в цьому сенсі Кавендіш використала утопічний жанр для обговорення таких питань, як «жіноча природа та влада» в новому світлі, водночас розширюючи сам утопічний жанр.
Докторка Даліла Бермудес Братаас детально розповідає про вплив утопій на гендер і сексуальність у своїй дисертації для Університету Тафтса. Вона зазначає, що спочатку утопії були сексуально змінними світами. Тому вони кинули виклик гендерним конвенціям. «Палаючий світ» Кавендіш демонструє, наскільки сексуальними та гендерними є ці простори, головним чином, коли їх пишуть жінки. Братаас докладніше розкриває це твердження та описує привабливість жанру в попередні часи. Цей період у поєднанні з гендерними умовностями того часу робить утопію привабливим жанром для Кавендіш. Утопії пропонують жінкам простір, який може бути перш за все жіночим і змушує їх почуватися уповноваженими. Написання утопії дало Кавендіш можливість створити власний світ, у якому вона має повну свободу волі та немає обмежень. У своєму епіграфі Кавендіш навіть нагадує читачеві, що вона володіє цим світом, і натякає, що вони небажані і повинні створити свій власний, якщо він їм не подобається. Братаас вказує на те, як її рішення під час побудови цього світу відображають її гендерні ідеали, такі як простір для жіночої освіти та жінки як незалежні особи та авторитети.
Леслі також вважає, що «Палаючий світ» поєднує в собі багато різних жанрів, «до яких належать не лише розповідь про подорожі та романтика, але й утопія, епос, біографія, каббала, люкіанська байка, меніппова сатира, природна історія та моральні п'єси, серед іншого…». Одвар Голмсленд з Единбурзького університету погоджується, що «Палаючий світ» є креативним у своїх жанрах, пишучи, що «термін „гібридизація“ влучно відображає метод Кавендіш, який поєднує усталені жанри та категорії в новий порядок і представляє свою фантастичну імперію як різноподібну.»
Професор Університету Джорджії Суджата Айєнґар підкреслює важливість того факту, що «Палаючий світ» явно вигаданий, різко контрастуючи з науковою природою твору, до якого він прикріплений. Айенгар зазначає, що написання художньої літератури дозволило Кавендіш створити новий світ, у якому вона могла б уявити будь-яку можливу реальність. Така свобода, стверджує Айєнґар, дозволяє Кавендіш досліджувати ідеї рангу, статі та раси, які прямо суперечать загальноприйнятим переконанням щодо рабства в її епоху. Айєнґар заходить так далеко, кажучи, що новознайдена свобода Кавендіш у вигаданих світах дає їй можливість досліджувати ідеї, які прямо суперечать тим, про які Кавендіш пише у своїй документальній літературі.
Джейсон Х. Перл з Міжнародного університету Флориди вважає «Палаючий світ» одним із найдавніших прикладів роману, «додавши модифікатор „ранній“… щоб вказати період в історії роману, коли експерименти були більш поширеними, коли дивні випадки передавалися дивним чином можна очікувати від прозової фантастики». Перл також вважає, що він містить «взаємодію та опозицію між двома взаємопов'язаними формами: місячною подорожжю, піджанром утопічного письма, та натурфілософією, яка допомогла сформувати уявлення про можливість та правдоподібність у представленнях світу природи». Однак Перл також вважає це «переглядом місячної подорожі… один із його переглядів полягає в тому, щоб перетягнути пункт призначення до землі, буквально та переносно, зробивши його різноманітні можливості якось більш доступними».
Професор Мемфіського університету Кетрін Ґімеллі Мартін порівнює «Палаючий світ» з іншим раннім прикладом цього жанру: «Утопією» Томаса Мора. Вона описує фокус Кавендіш як знання, тоді як Мора — це гроші. На відміну від Мора, Кавендіш використовує золото у своєму світі як інструмент для прикраси, але знецінює його в іншому випадку. Крім того, вона взагалі забороняє простим людям користуватися золотом. Мартін припускає, що в «Палаючому світі» ця класова система усуває будь-яку конкуренцію за золото, подібну до тієї, що бачиться та обговорюється в «Утопії Мора».

## Світ
Джейсон Перл прокоментував сюрреалізм світу, а також (як не парадоксально) його схожість із нашим власним. Він пише: «Досвід Леді описується як „така дивна пригода“, „у такому дивному місці та серед таких чудових створінь“, „не схожих на жодного з нашого світу“… Здається, що тут можливо все», і що, «хоть Палаючий Світ може похвалитися безліччю потойбічних див», але також вірить, що «проміжний прохід існує як зморшка в просторі, сполучне роз'єднання, яке дозволяє Палаючому Вузька досяжність світу і легітимізує його радикальні відмінності». Під «проміжним проходом» Перл має на увазі невидимий, непояснений шлях, який головна героїня та її викрадачі проходять на початку історії, щоб дістатися до Палаючого світу.

## Політичні погляди
Усюди в «Палаючому світі» імператриця стверджує, що мирне суспільство може бути досягнуте лише через відсутність суспільних поділів. Щоб усунути потенційний поділ і зберегти соціальну гармонію в суспільстві, про яке йдеться в тексті, Кавендіш будує монархічний уряд. На відміну від демократичного уряду, Кавендіш вважає, що лише абсолютний суверенітет може підтримувати соціальну єдність і стабільність, оскільки опора на одну владу усуває поділ влади. Щоб ще більше виправдати монархічний уряд, Кавендіш спирається на філософські та релігійні аргументи. Вона пише: «Це було природно, щоб одне тіло мало одну голову, тому було також природно, щоб політичне тіло мало лише одного губернатора… крім того, вони сказали, що монархія є божественною формою правління, і вона найбільше узгоджується з нашою релігією».
Політичні погляди Кавендіш схожі з поглядами англійського філософа Томаса Гоббса. У своїй книзі «Левіафан» 1651 року Гоббс відстоює думку про те, що монархічний уряд є необхідною силою для запобігання суспільній нестабільності та «руїни» як видатного сучасника Кавендіш, вплив Гоббса на її політичну філософію очевидний. У «Палаючому світі» Кавендіш навіть прямо згадує своє ім'я, каталогізуючи відомих письменників: «Галілей, Гассендус, Декарт, Гельмонт, Гоббс, Г. Мор тощо».

## Вплив
У графічних романах Алана Мура, що розповідають про пригоди Ліги надзвичайних джентльменів, Палаючий світ ідентифікувався як те саме ідилічне царство, з якого вийшов екстра-вимірний мандрівник Крістіан, член першої Ліги на чолі з герцогом Просперо прийшли наприкінці 1680-х років. Ліга розпалася, коли Крістіан повернувся до цього королівства, і саме туди, куди також пішли Просперо, Калібан і Аріель багато років потому.
У «Ун Лун Дунь» Чайна М'євіля згадується бібліотечна книга під назвою «Путівник по Лондону для палаючих світів», що свідчить про те, що подорожі між двома світами не є односторонніми.
Джеймс Баллард написав квартет романів-катастроф, три з яких повторюють назву «Палаючий світ»: «Потонулий світ» (1962), «Палаючий світ» (1964; перевидано як «Посуха» в 1965) та «Кришталевий світ» (1966).
У 2014 році Сірі Густведт опублікувала роман «Палаючий світ», у якому описує блискучі, але заплутані спроби Гаррієт Берден отримати визнання серед домінуючих чоловіків мистецької сцени Нью-Йорка. Густведт неодноразово називала Маргарет Кавендіш багатим джерелом натхнення. Наближаючись до кінця свого життя, Берден втішалася творами Кавендіш: «Я повернувся до своєї палаючої матері Маргарет» (стор. 348), пише вона у своєму зошиті.
«Палаючий світ» спочатку був опублікований як об'єднаний текст разом із «Спостереженнями про експериментальну філософію» Кавендіш, що було прямою відповіддю на «Мікрографію» вченого Роберта Гука, опубліковану лише рік тому. Досягнення в галузі науки та філософії в ранній сучасний період справили величезний вплив на Кавендіш і були головною складовою «Опису нового світу, який називається Палаючим світом». Цей вплив можна побачити безпосередньо в «Палаючому світі», де майже половина книги складається з описів Палаючого світу, його людей, філософії та винаходів. Одним із цих винаходів є мікроскоп, який Кавендіш критикує разом із самим експериментальним методом у «Палаючому світі». Ця інтеграція наукових досягнень може бути однією з причин того, чому деякі вважають «Палаючий світ» першим науково-фантастичним романом.
У 2021 році Карлсон Янг випустила фільм Палаючий світ, який вона зняла, стала співавтором сценарію та зіграла в ньому головну роль. У титрах фільму зазначено, що він «натхненний Маргарет Кавендіш та іншими мріями».